# 호 (기하학)

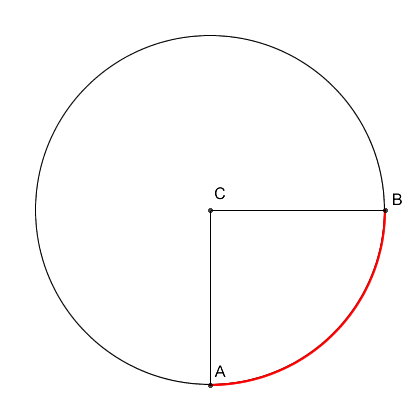
중심 C에서 수직인 선분들과 호 AB

기하학에서 호(弧, arc)는 이차원 평면 위의 미분가능한 곡선에서 닫힌 부분을 뜻한다. 그 예로, 원호(圓弧, circular arc)는 원둘레의 일부분을 말한다. 호의 길이는 원의 중심각의 크기에 비례를 한다. 활꼴과 부채꼴의 곡선이 호다.

## 정의
호(arc)는 수학 특히 기하학 및 도형에서 원둘레 또는 기타 곡선 위의 두 점에 의하여 한정된 부분을 가리킨다.

## 원호
원 위에 두 점이 있을 때, 이 두 점은 원둘레를 두 개의 원호로 나눈다. 두 점을 잇는 선분이 원의 지름이 아니면 두 원호의 길이는 서로 다르다. 이때 짧은 호를 열호(劣弧)라고 하며, 긴 호를 우호(優弧)라고 한다.
중심이 {\displaystyle O}인 원 위에 두 개의 점 {\displaystyle A,B}가 주어져 있을 때, 두 개의 호 가운데 짧은 호를 호 {\displaystyle {\overset {\frown }{AB}}}로 나타내며, 두 개의 호 가운데 긴 호는 긴 호 위에 점 하나를 더 잡아(잡은 점을 {\displaystyle C}라고 하면) 호 {\displaystyle ACB}로 나타낸다.
반지름 {\displaystyle r}인 원 위에서 중심각 {\displaystyle \theta }(라디안)인 호의 길이는 {\displaystyle r\theta }이다.
원호의 길이를 {\displaystyle {\mathit {l}}}, 원둘레(circumference) 길이를 {\displaystyle C}라 하면
{\displaystyle {\frac {\mathit {l}}{C}}={\frac {\theta }{2\pi }}\!}
{\displaystyle \mathrm {C} =2\pi r\!}
이므로
{\displaystyle {\frac {\mathit {l}}{2\pi r}}={\frac {\theta }{2\pi }}\!}
{\displaystyle \therefore \ {\mathit {l}}=r\theta \!}
중심각이 {\displaystyle \theta }°로 주어졌다면
{\displaystyle {\frac {\mathit {l}}{2\pi r}}={\frac {\theta }{360}}\!}
이므로
{\displaystyle {\mathit {l}}={\frac {\pi }{180}}\theta \!}

## 같이 보기
- 할선
- 역삼각함수